# Uphold
Uphold é uma empresa que criou uma plataforma de serviços financeiros baseada em Computação em nuvem que permite pessoas a comprar e converter qualquer tipo de moedas e mercadorias de graça, incluindo criptomoedas como o Bitcoin. A Uphold, antes conhecida por Bitreserve, permite mover, converter e transferir dinheiro, de qualquer usuário para qualquer lugar. A Uphold diz empoderar mais de $930 milhões em transações monetárias para dezenas de milhares de usuários em mais de 174 países e se diz responsável pela transação de quase 22% de todas as trocas públicas de Bitcoin do mundo, esses números são divulgados pela própria empresa. Sua sede é em Charleston (Carolina do Sul) e possui filiais em vários outros locais como Braga, Londres, Shangai e São Francisco. Entre as suas parcerias estão o Grupo Salinas banking e o Elektra SA através de seu relacionamento com o fundador da companhia, Ricardo Salinas-Pliego, um dos homens mais ricos do México. A Uphold também possui uma API aberta dando acesso a todas informações necessárias para a criação de novas tecnologias baseadas em sua plataforma.

## História
Antiga Bitreserve foi fundada por Halsey Minor em 2013.Em maio de 2014 a Uphold lançou seu programa beta privado  e em novembro do mesmo ano lançou oficialmente para o público, que segundo o próprio Halsei Minor: "Acreditamos que se conseguirmos mudar o dinheiro, podemos mudar o mundo. A Uphold está reimaginando o mundo do dinheiro e das finanças de cima a baixo. Queremos mudar e transformar todos os aspectos que existem no mundo das finanças, desde necessidades bancárias basicas, pagamentos e transferências de dinheiro e até mesmo o ecossistema financeiro global. O futuro é um mundo onde todo mundo no planeta tenha acesso a serviços financeiros seguros, transparentes, justos e gratuitos."
Desde 2015 deixou de cobrar taxas nas transferências monetárias e conversões de moedas para todos os seus usuários verificados se tornando a primeira companhia a ofecer um serviço tecnológico livre de custos.Em Março de 2015 a Uphold anunciou o lançamento de duas novas criptomoedas a bitrupee (BitINR) e a bitpeso (BitMXN) atreladas a duas moedas mundiais em desenvolvimento, a Rupia na Índia e o Peso mexicano no México.Em junho de 2015 a Uphold laçou sua API chamada de Uphold connect o fundador Halsey Minor fala sobre a API : "Queremos ser a utilidade do dinheiro na nuvem.". A ideia é que o lançamento da API seja o próximo passo da evolução da empresa para se distanciar de um serviço baseado em bitcoin e se tornar uma plataforma aberta para troca de moedas e transações online e em smartphones. Embora a empresa tenha começado como uma carteira Bitcoin, a Uphold têm reforçado bastante a ideia de que não pretende ser um serviço apenas baseado em Bitcoin e sim uma plataforma aberta, o próprio CEO da Uphold disse:"Eu não acho que o bitcoin irá se tornar tão importante quanto as pessoas dizem que ele é hoje em dia. É minha opinião. A blockchain é bastante transformativa.".O foco da Uphold é usar a tecnologia da blockchain para oferecer um serviço de transferência de moedas gratuito.
A quantidade de moedas que a plataforma dava suporte para transações aumentou consideravelmente de 14 tipos de moedas diferentes(Euro,Dólar,Real,Yen,...) e 4 tipos de metais preciosos (Prata, Ouro, Platina, e Paládio), hoje este número já subiu para 26 moedas e 4 metais preciosos. Dentre as mais novas adições esta o pagamento em Ether em janeiro de 2016 e a mais recente de junho de 2016 que permite ao usuários da Uphold a troca de Ether, voxels e litecoin.

## Serviços
A criação de contas nas Uphold é gratuita e dá ao usuário vários benefícios. Nela é possível realizar movimentação e conversão de moedas/criptomoedas bem como guardar o seu dinheiro na nuvem, de graça para qualquer membro. A Uphold permite que o usuário tenha  visibilidade, segurança e controle sobre seus fundos em tempo real e possa mover seu dinheiro de qualquer membro para qualquer membro em qualquer lugar. A Uphold possui várias tecnologias e dentre elas estão o Reserveledger que é um registro público de todas as mudanças dos ativos nas reservas da Uphold para balancear as obrigações que a empresa tem com seus membros, e o Reservechain que é um registro público anônimo de todas as transações que passam pela rede da Uphold em tempo real. Assim seus associados, as entidades reguladoras e o público em geral podem comprovar a qualquer momento a saúde financeira da empresa, incluindo o volume de transações, o fluxo de transações, entre outros. A Uphold também é a primeira empresa a oferecer um serviço financeiro transparente e verificável em tempo real. O CEO Minor disse em entrevista sobre a importância do reservechain: "O Reservechain irá permitir aos usuários a construção,a qualquer momento, de planilhas de balanço exatas para a organização. Será o registro definitivo de nossa obrigação para com os nossos usuários.".

### Reserveledger
O Reserveledger é um registro público de todos os ativos da reserva da Uphold. Ele existe basicamente para deixar visível todas as entradas de documentos ou mudanças dos ativos, passivos, ou ambos da reserva. Funciona como um livro de contabilidade digital. O dados mais recentes ficam disponíveis para download diretamente da API da Uphold.

### Reservechain
O Reservechain é um registro público de todas as transações que ocorrem na rede da Uphold. Todas as transações como adição de fundos, transferências e retiradas são salvas neste registro. De acordo com a documentação da Uphold, todas essas transações podem ser rastreadas tanto para saber de onde os fundos vieram quanto para saber quanto para saber para onde os fundos irão a partir de um determinado ponto. A diferença entre o Reservechian e o Blockchain da Bitcoin é que o registro de transações do Reservechain é anônimo. Os dados mais recentes do Reservechain também estão disponíveis para download diretamente da API da Uphold.

## Financiamento
Ainda como Bitreserve a Uphold arrecadou certa de £6,3 milhões ($9,527 milhões) de acordo com uma declaração dos representantes da companhia. A oferta foi feita simultaneamente pela Crowdcube na Inglaterra e pela Venovate nos EUA. A quantidade arrecadada é dita como sendo a segunda maior arrecadação de fundos no setor de moedas digitais e supera o antigo recorde de arrecadação de fundos da Crowdcube que tinha sido de £1,9 milhões.A oferta dupla é apenas um dos poucos investimentos transatlânticos de arrecadação de fundos que ocorreram, mas é um indicativo de crescimento de interessa em publicidade para investidores em uma base global. Esperava-se que a rodada de investimentos encerrasse no fim de janeiro com uma arrecadação total de certa de £7.9 milhões de euros. Uma estimativa colocava o valor da companhia em cerca de $90 milhões.

## Uphold e o Bitcoin
Embora a Uphold tenha começado seu negócio como uma carteira digital para Bitcoin a empresa tem se distanciado da ideia de ser um negócio único de criptomoedas. Ao anunciar que a empresa quer ser a plataforma de dinheiro em nuvem mais usada do mundo  a empresa tomou o primeiro passo no distanciamento do Bitcoin, que foi a mudança do nome de Bitreserve para Uphold tirando assim o prefixo "bit" tão usado entre as startups de criptomoedas.Outro passo importante para este distanciamento foi quando a empresa deixou de depender do Bitcoin para que os usuários criassem suas contas, agora é possível conectar a conta da Uphold diretamente com a conta de qualquer banco ou cartão de crédito.O presidente da empresa Anthony G. Watson diz achar que dificilmente o bitcoin ainda será relevante em 5 anos  e diz que o real valor da do Bitcoin não é a moeda em si e sim a tecnologia que ela trouxe consigo. O fundador da empresa Minor também fala sobre o assunto e diz acreditar que o bitcoin como moeda "será destruido".  Um recurso interessante oferecido pela Uphold é o do usuário poder colocar créditos em sua conta usando o Bitcoin mas em vez de guardar o valor em bitcoin cujo valor pode variar bastante ele tem a opção de converter este valor para outra moeda da fiat(Moeda fiduciária) de sua escolha.

## Ligações Externas
- Sítio oficial